# Leordina
Leordina is een Roemeense gemeente in het district Maramureș.
Leordina telt 2532 inwoners.